# Furano (Hokkaidō)
Furano (富良野市 Furano-shi?) es una ciudad localizada en la subprefectura de Kamikawa, Hokkaidō, Japón. En junio de 2019 tenía una población estimada de 21.647 habitantes y una densidad de población de 36 personas por km². Su área total es de 600,71 km².

## Geografía

### Localidades circundantes
- Subprefectura de Kamikawa
  - Kamifurano
  - Nakafurano
  - Minamifurano
- Subprefectura de Sorachi
  - Ashibetsu

### Clima
| Parámetros climáticos promedio de Furano (1991–2020) | Parámetros climáticos promedio de Furano (1991–2020) | Parámetros climáticos promedio de Furano (1991–2020) | Parámetros climáticos promedio de Furano (1991–2020) | Parámetros climáticos promedio de Furano (1991–2020) | Parámetros climáticos promedio de Furano (1991–2020) | Parámetros climáticos promedio de Furano (1991–2020) | Parámetros climáticos promedio de Furano (1991–2020) | Parámetros climáticos promedio de Furano (1991–2020) | Parámetros climáticos promedio de Furano (1991–2020) | Parámetros climáticos promedio de Furano (1991–2020) | Parámetros climáticos promedio de Furano (1991–2020) | Parámetros climáticos promedio de Furano (1991–2020) | Parámetros climáticos promedio de Furano (1991–2020) |
| Mes                                                  | Ene.                                                 | Feb.                                                 | Mar.                                                 | Abr.                                                 | May.                                                 | Jun.                                                 | Jul.                                                 | Ago.                                                 | Sep.                                                 | Oct.                                                 | Nov.                                                 | Dic.                                                 | Anual                                                |
| ---------------------------------------------------- | ---------------------------------------------------- | ---------------------------------------------------- | ---------------------------------------------------- | ---------------------------------------------------- | ---------------------------------------------------- | ---------------------------------------------------- | ---------------------------------------------------- | ---------------------------------------------------- | ---------------------------------------------------- | ---------------------------------------------------- | ---------------------------------------------------- | ---------------------------------------------------- | ---------------------------------------------------- |
| Temp. máx. abs. (°C)                                 | 6.9                                                  | 13.3                                                 | 15.3                                                 | 29.2                                                 | 35.3                                                 | 36.3                                                 | 36.5                                                 | 38.5                                                 | 33.0                                                 | 26.6                                                 | 20.4                                                 | 13.6                                                 | 38.5                                                 |
| Temp. máx. media (°C)                                | -3.7                                                 | -2.3                                                 | 2.7                                                  | 10.9                                                 | 18.4                                                 | 22.9                                                 | 26.2                                                 | 26.3                                                 | 21.9                                                 | 14.9                                                 | 6.4                                                  | -1.2                                                 | 12                                                   |
| Temp. media (°C)                                     | -8.3                                                 | -7.4                                                 | -2.2                                                 | 5.3                                                  | 12.1                                                 | 16.8                                                 | 20.6                                                 | 20.8                                                 | 16.1                                                 | 9.2                                                  | 2.1                                                  | -5.1                                                 | 6.7                                                  |
| Temp. mín. media (°C)                                | -14.4                                                | -14.0                                                | -7.8                                                 | -0.2                                                 | 6.0                                                  | 11.5                                                 | 16.0                                                 | 16.3                                                 | 11.1                                                 | 4.1                                                  | -2.1                                                 | -10.2                                                | 1.4                                                  |
| Temp. mín. abs. (°C)                                 | -34.5                                                | -34.0                                                | -28.3                                                | -17.8                                                | -3.1                                                 | 1.0                                                  | 6.3                                                  | 6.5                                                  | -0.5                                                 | -5.3                                                 | -21.3                                                | -28.4                                                | -34.5                                                |
| Precipitación total (mm)                             | 44.3                                                 | 36.5                                                 | 49.8                                                 | 55.4                                                 | 67.5                                                 | 64.5                                                 | 116.0                                                | 168.6                                                | 147.3                                                | 106.8                                                | 104.2                                                | 71.2                                                 | 1032.1                                               |
| Nevadas (cm)                                         | 145                                                  | 121                                                  | 110                                                  | 22                                                   | 0                                                    | 0                                                    | 0                                                    | 0                                                    | 0                                                    | 2                                                    | 72                                                   | 159                                                  | 631                                                  |
| Días de lluvias (≥ 1 mm)                             | 14.3                                                 | 12.3                                                 | 13.5                                                 | 11.9                                                 | 11.0                                                 | 9.9                                                  | 10.9                                                 | 11.7                                                 | 12.8                                                 | 14.4                                                 | 17.9                                                 | 17.2                                                 | 157.8                                                |
| Días de nevadas (≥ 1 mm)                             | 18.8                                                 | 16.1                                                 | 13.7                                                 | 3.0                                                  | 0                                                    | 0                                                    | 0                                                    | 0                                                    | 0                                                    | 0.3                                                  | 7.2                                                  | 19.4                                                 | 78.5                                                 |
| Horas de sol                                         | 64.3                                                 | 78.5                                                 | 124.0                                                | 159.9                                                | 190.5                                                | 176.8                                                | 171.8                                                | 154.9                                                | 140.2                                                | 121.9                                                | 67.7                                                 | 45.7                                                 | 1496.2                                               |
| Fuente n.º 1: Agencia Meteorológica de Japón         |                                                      |                                                      |                                                      |                                                      |                                                      |                                                      |                                                      |                                                      |                                                      |                                                      |                                                      |                                                      |                                                      |
| Fuente n.º 2: Agencia Meteorológica de Japón         |                                                      |                                                      |                                                      |                                                      |                                                      |                                                      |                                                      |                                                      |                                                      |                                                      |                                                      |                                                      |                                                      |

## Demografía
Según los datos del censo japonés, esta es la población de Furano en los últimos años.
| 1995   | 2000   | 2005   | 2010   | 2015   |
| ------ | ------ | ------ | ------ | ------ |
| 26.046 | 26.112 | 25.076 | 24.259 | 22.936 |

## Relaciones internacionales

### Ciudades hermanadas
- Schladming, Austria – desde el 23 de febrero de 1977